# Bourbillon

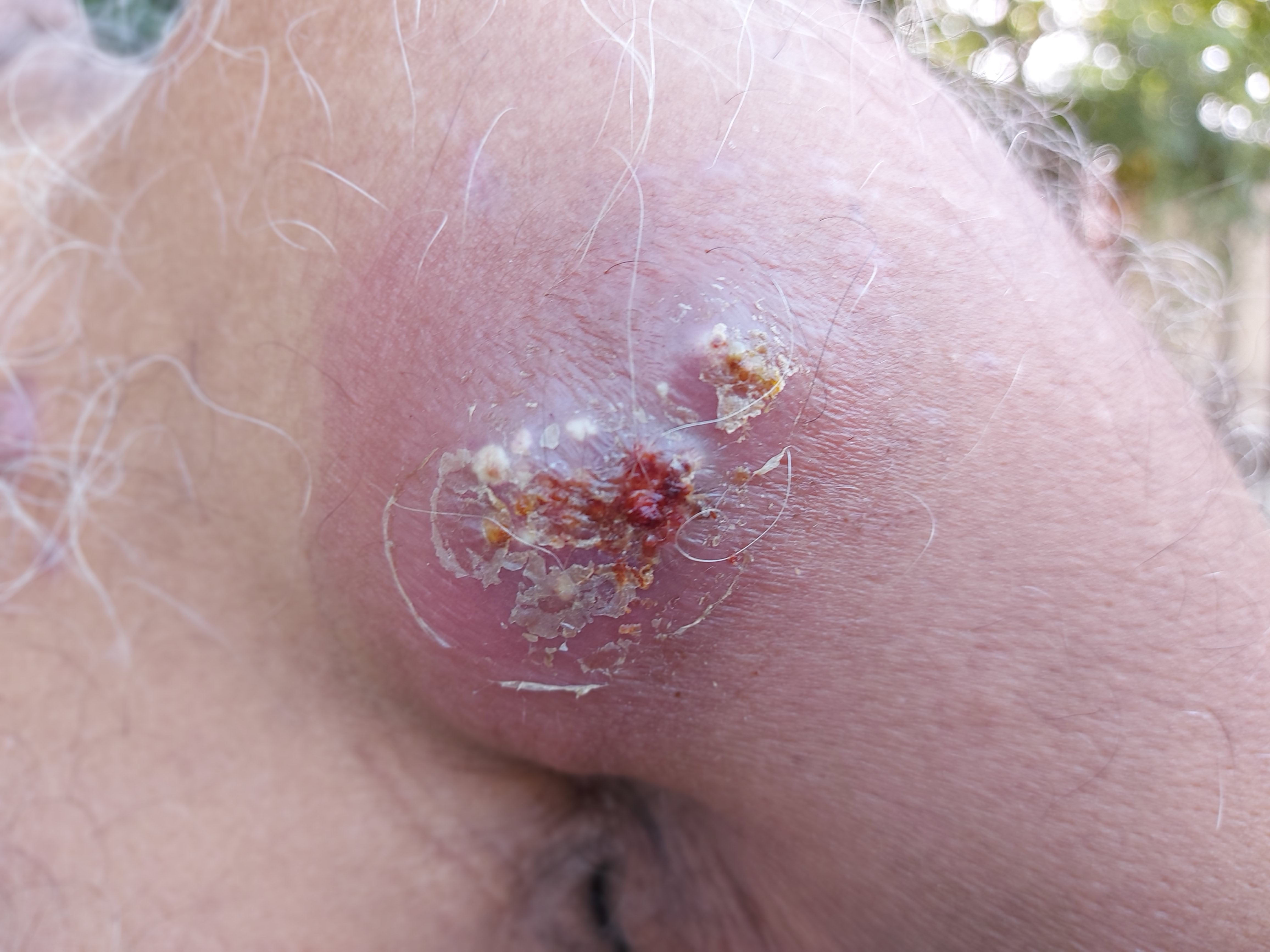
Anthrax staphylococcique résultant de la confluence de plusieurs furoncles, les bourbillons blanchâtres sont encore visibles sous les pustules non éclatées.

Le bourbillon est un amas de tissu nécrosé épais blanchâtre et de pus, situé au centre d’un furoncle ou d'un anthrax staphylococcique,,.
Le bourbillon s'élimine avant que commence la cicatrisation et doit être extrait pour faciliter celle-ci,,.